# Municipio de Towanda (Pensilvania)
El municipio de Towanda (en inglés: Towanda Township) es un municipio ubicado en el condado de Bradford en el estado estadounidense de Pensilvania. En el año 2000 tenía una población de 1.131 habitantes y una densidad poblacional de 28.7 personas por km².

## Geografía
El municipio de Towanda se encuentra ubicado en las coordenadas 41°44′30″N 76°30′05″O / 41.74167, -76.50139.

## Demografía
Según la Oficina del Censo en 2000 los ingresos medios por hogar en la localidad eran de $36,326 y los ingresos medios por familia eran $40,278. Los hombres tenían unos ingresos medios de $35,083 frente a los $23,264 para las mujeres. La renta per cápita para la localidad era de $17,164. Alrededor del 16,6% de la población estaban por debajo del umbral de pobreza.